# بريك ثرو ستارشوت
بريك ثرو ستارشوت (بالإنجليزية: Breakthrough Starshot)‏ هو برنامج بحثي يَهدِف لاستكشاف النجم ألفا القنطور وهو أقرب نظام نجمي إلى للمجموعة الشمسية. وقام بهذه المبادرة العلمية الملياردير الروسي يوري ميلنر وعالم الفيزياء الفلكية ستيفن هوكينغ، بالإضافة للمدير التنفيذي لفيسبوك مارك زوكربيرج. المشروع سيقوم بإرسال مركبة فضائية صغيرة لا تتجاوز وزنها بضعة غرامات بسرعة 60,000 كم/ث مدفوعة بأشعة ليزر شديدة القوة في رحلة تستغرق عشرين عاماً.
الهدف النهائي من المشروع هو تحديد الجدوى من عملية إرسال مركبة فضائية خفيفة الوزن للغاية تسمى مركبة نانوية، ومدمجة بشكل فائق، إلى ألفا قنطورس. تكمن الفكرة هنا في استخدام مركبات تعتبر بمثابة نسخة فضائية عن القوارب الشراعية. وقد أُطلق على هذه النوع من المركبات اسم الشراع الشمسي (lightsails)؛ وذلك نظراً لاستخدامها طاقة الضوء كقوة دفع.